# Palacio de Conciertos y Deportes de Vilna
El Palacio de Conciertos y Deportes de Vilna  (en lituano: Vilniaus sporto rūmai) también conocido como el Sporto Rumai, es una arena multipropósito en la ciudad de Vilna, la capital del país europeo de Lituania. Se utiliza sobre todo para la práctica de deportes como el voleibol y el baloncesto, y alberga al club Klaipėdos Nafta-Universitetas de la Liga Nacional de Baloncesto de Lituania. Abrió sus puertas en 1971 y cuenta con espacio para recibir a unos 4400 espectadores.